# Женщина в золоте
«Женщина в золоте» (англ. Woman in Gold) — историческая и биографическая драма 2015 года режиссёра Саймона Кертиса по сценарию Давида Томсона. В фильме снялись такие кинозвезды как Хелен Миррен, Райан Рейнольдс, Даниэль Брюль, Кэти Холмс, Татьяна Маслани, Макс Айронс, Чарльз Дэнс, Элизабет Макговерн, Джонатан Прайс и другие.
Фильм основан на реальных событиях жизни Марии Альтман, пожилой еврейской беженки, проживающей в Лос-Анджелесе, семья которой пострадала во время Холокоста только из-за национальности. Она вместе с начинающим адвокатом Рэнди Шенбергом воевала с правительством Австрии на протяжении около десяти лет, чтобы вернуть картину Густава Климта, на которой написана её тётя, известную как «Портрет Адели Блох-Бауэр I». Картина и многое другое имущество были украдены у её родственников австрийскими нацистами в Вене в преддверии Второй мировой войны.
Хелен Миррен была номинирована на премию Гильдии киноактёров США в категории «Лучшая женская роль».

## Сюжет
Во время Второй мировой войны богатая еврейская семья подверглась репрессиям. Австрийцы и немцы отобрали все их имущество. По прошествии многих лет потомок репрессированных нацистами евреев Мария Альтман решила постараться сделать так, чтобы справедливость восторжествовала хотя бы после смерти её предков и попробовала вернуть хотя бы украденные у её семьи несколько картин (из множества украденных).

## В ролях
- Хелен Миррен — Мария Альтман[4]
  - Татьяна Маслани — молодая Мария[4]
- Райан Рейнольдс — Рэндол Шенберг
- Даниэль Брюль — Хабертус Чернин
- Кэти Холмс — Пэм Шенберг[5]
- Макс Айронс — Фредрик (Фриц) Альтман[6]
- Чарльз Дэнс — Шерман[6]
- Элизабет Макговерн — судья Флоренс-Мэри Купер[6]
- Джонатан Прайс — председатель Верховного суда Уильям Ренквист[6]
- Мориц Бляйбтрой — Густав Климт[6]
- Антье Трауэ — Адель Блох-Бауэр I[5]
- Фрэнсис Фишер — миссис Шенберг, мать Рэндола[7]
- Том Шиллинг — Генрих
- Энтони Хауэлл — младший сотрудник
- Аллан Кордюнер — Густав
- Генри Гудман — Фердинанд
- Оливия Силхэви — Элизабет Герер
- Юстус фон Донаньи — Томан, представитель галереи Бельведер
- Ричард Рейд — судебный секретарь
- Людгер Пистор — Вран
- Джозеф Майделл — судья Кларенс
- Стивен Грейф — Берген

## Съёмки
Основные съёмки начались 23 мая 2014 года в Великобритании, Австрии и Соединённых Штатах, и продолжались восемь недель. 9 июня Кэти Холмс была замечена на съёмках некоторых сцен в Лондоне. 1 июля Рейнольдс и Миррен были замечены на съёмках в Вене, Австрия. 9 июля съёмки проходили в Лос-Анджелесе.

## Релиз
Премьера фильма прошла 9 февраля 2015 года в Германии на Международном Берлинском кинофестивале, 1 апреля 2015 года в США в ограниченном прокате, 2 апреля 2015 года в Израиле, 3 апреля 2015 года в Канаде в ограниченном прокате, 10 апреля 2015 года в Великобритании, Ирландии, Испании, США. В России и на Украине фильм не показывался.

## Критика
Фильм получил смешанные отзывы кинокритиков. На сайте Rotten Tomatoes фильм имеет рейтинг 57 % на основе 155 рецензий со средним баллом 6 из 10. На сайте Metacritic фильм имеет оценку 51 из 100 на основе 31 рецензии критиков, что соответствует статусу «смешанные или средние отзывы».